# ADAMTS 13 endopeptidaza
ADAMTS 13 endopeptidaza (EC 3.4.24.87, ADAMTS VWF razlažuća metaloproteaza, ADAMTS-13, ADAMTS13, vWF-razlažuća proteaza, VWF-CP, vWF-razlažuća proteaza, Upshaw faktor, von Willebrand faktor razlažuća proteaza, ADAMTS13 peptidaza) je enzim. Ovaj enzim katalizuje sledeću hemijsku reakciju
Enzim razlaže von Vilebrandov faktor na vezi  unutar A2 domena
Ovaj enzim pripada peptidaznoj familiji M12.

## Literatura
- Nicholas C. Price; Lewis Stevens (1999). Fundamentals of Enzymology: The Cell and Molecular Biology of Catalytic Proteins (Third изд.). USA: Oxford University Press. ISBN 019850229X.
- Eric J. Toone (2006). Advances in Enzymology and Related Areas of Molecular Biology, Protein Evolution (Volume 75 изд.). Wiley-Interscience. ISBN 0471205036.
- Branden C; Tooze J. Introduction to Protein Structure. New York, NY: Garland Publishing. ISBN 0-8153-2305-0.
- Irwin H. Segel. Enzyme Kinetics: Behavior and Analysis of Rapid Equilibrium and Steady-State Enzyme Systems (Book 44 изд.). Wiley Classics Library. ISBN 0471303097.

## Spoljašnje veze
- ADAMTS13+endopeptidase на 